# Hypoxylon jecorinum
Hypoxylon jecorinum är en svampart som beskrevs av Berk. & Ravenel 1875. Hypoxylon jecorinum ingår i släktet Hypoxylon och familjen kolkärnsvampar.   Inga underarter finns listade i Catalogue of Life.